# Myanma Railways
Myanma Railways (MR, birmanisch မြန်မာ့ မီးရထား) ist der Name des staatlichen Eisenbahnbetriebes von Myanmar.

## Geschichte

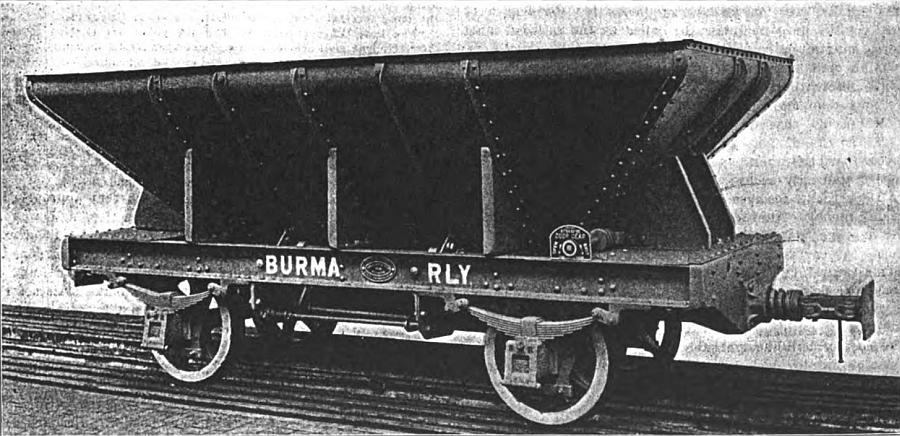
Ein 1908 gebauter Schotterwagen der Burma Railway

Nach dem Zweiten Britisch-Birmanischen Krieg eroberten die Briten 1852 Provinz Pegu. 1886 wurde die erste Eisenbahnstrecke Rangun–Letpandan eröffnet, die 1877 bis nach Prome (jetzt Pyay) um 257 Kilometer ausgebaut wurde. Zuerst wurde die Strecke von Irrawaddy Valley State Railway betrieben. Diese Verwaltung wurde 1896 in Burma Railways Co. Ltd. und 1937 in Burma Railways Board umbenannt. Es gab in der Zeit von Britisch-Birma neben von Burma Railways betriebenen auch privat betriebene kleine Strecken, zum Beispiel die Buthidaung–Maungdaw-Line, die Mandalay–Madaya-Line und die Namtu–Bawdwin-Line für den Untertagebau.
Bis zur Unabhängigkeit Birmas von den Briten 1948 wurden die Burma Railways nach der von der indischen Regierung 1926 eingeführten Indian Railway Classification als Eisenbahn der Klasse I eingestuft. Nach der Unabhängigkeit benannte man die Gesellschaft in Union of Burma Railways um, 1972 in Burma Railways Corporation und seit dem 1. April 1989 heißt sie Myanma Railways (MR).

## Streckennetz bis 1988
Die Gesamtstrecke maß etwa 2800 Kilometer in der Spurweite 1000 Millimeter (Meterspur). 1877 wurde die Strecke von Rangun nach Pyay eröffnet (257 Kilometer), 1889 die von Rangun nach Mandalay und 1914 die Strecke Thazi–Kalaw–Shwenyaung (139 Kilometer). Die bis 1988 gebauten Strecken wurden bis auf die grenzüberschreitende nach Thailand führende Bahnlinie Thanbuyzayat–Ban Pong von den Briten gebaut.

## Lokomotiven bis 1988

### Dampflokomotiven
1936 war die Gesellschaft im Besitz von 389 Dampflokomotiven. Bis zum Zweiten Weltkrieg waren zahlreiche Dampflokomotiven von Beyer-Garratts und Krupp sowie Mallet-Lokomotiven in Betrieb, die bei der North British Locomotive Co. Ltd. gebaut wurden. Die Gelenklokomotiven waren vor allem auf den steigungsreichen Gebirgsstrecken mit Steigungen bis 40 ‰ im Einsatz. Während des Zweiten Weltkriegs wurden die Lokomotiven teilweise vom britischen War Department zur Verfügung gestellt. Die bei den Burma Railways eingestellten Garratt-Lokomotiven gehörten zu den stärksten Lokomotiven dieser Bauweise, die für Meterspurbahnen gebaut wurden.
Gelenklokomotiven der Burma Railway Company

Neben den Gelenklokomotiven wurden auch Schlepptender- und Tenderlokomotiven eingesetzt. Die Gelenklokomotiven kamen vor allem auf der Bahnstrecke Mandalay–Lashio und anderen Gebirgsstrecken zum Einsatz.
| Baureihe | Ausführung | Bauart         | Anzahl | Baujahr        | Hersteller                                                                                 | Bild |
| -------- | ---------- | -------------- | ------ | -------------- | ------------------------------------------------------------------------------------------ | ---- |
| H        | Fairlie    | C+C            | 7      | 1901–1906      | Vulcan Foundry                                                                             |      |
| N        | Mallet     | C'C            | 20     | 1915–1923      | North British Locomotive Company                                                           |      |
| GA, GB   | Garatt     | (1’D)(D1’)     | 23     | 1924–1929 1943 | Beyer-Peacock (5 Stück, GA I – GA III) Krupp (8 Stück, GA IV) Beyer-Peacock (10 Stück, GB) |      |
| GC       | Garatt     | (1’D1’)(1’D1’) | 12     | 1943           | Beyer-Peacock                                                                              |      |
| GD, GE   | Garatt     | (2’D1’)(1’D2’) | 13     | 1943, 1949     | Beyer-Peacock                                                                              |      |

### Diesellokomotiven
1957 erfolgte die erste Lieferung von Alstom-Diesellokomotiven aus Frankreich. Im Januar 1988 betrieb die Burma Railways Corporation 149 dieselelektrische Lokomotiven von Alstom, 63 dieselhydraulische Lokomotiven von Krupp, 5 dieselhydraulische Lokomotiven von Hitachi und 45 dieselhydraulische Lokomotiven von Kawasaki, insgesamt 262 Lokomotiven. Davon waren im Jahr 1988 nur ca. 150 Dieselloks und  zusätzlich 79 Dampfloks einsatzfähig.

## Streckennetz nach 1988

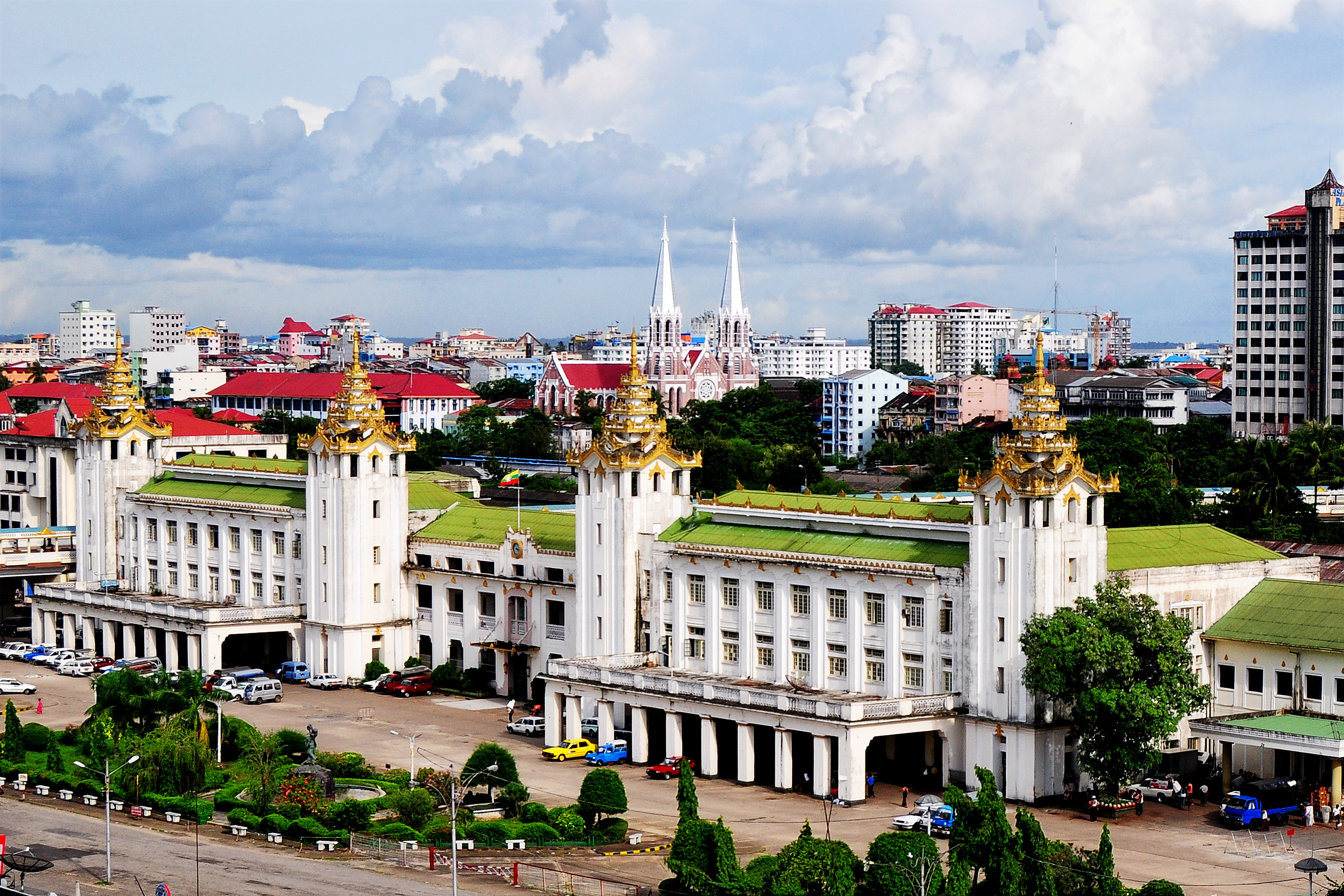
Hauptbahnhof Rangun im July 2011

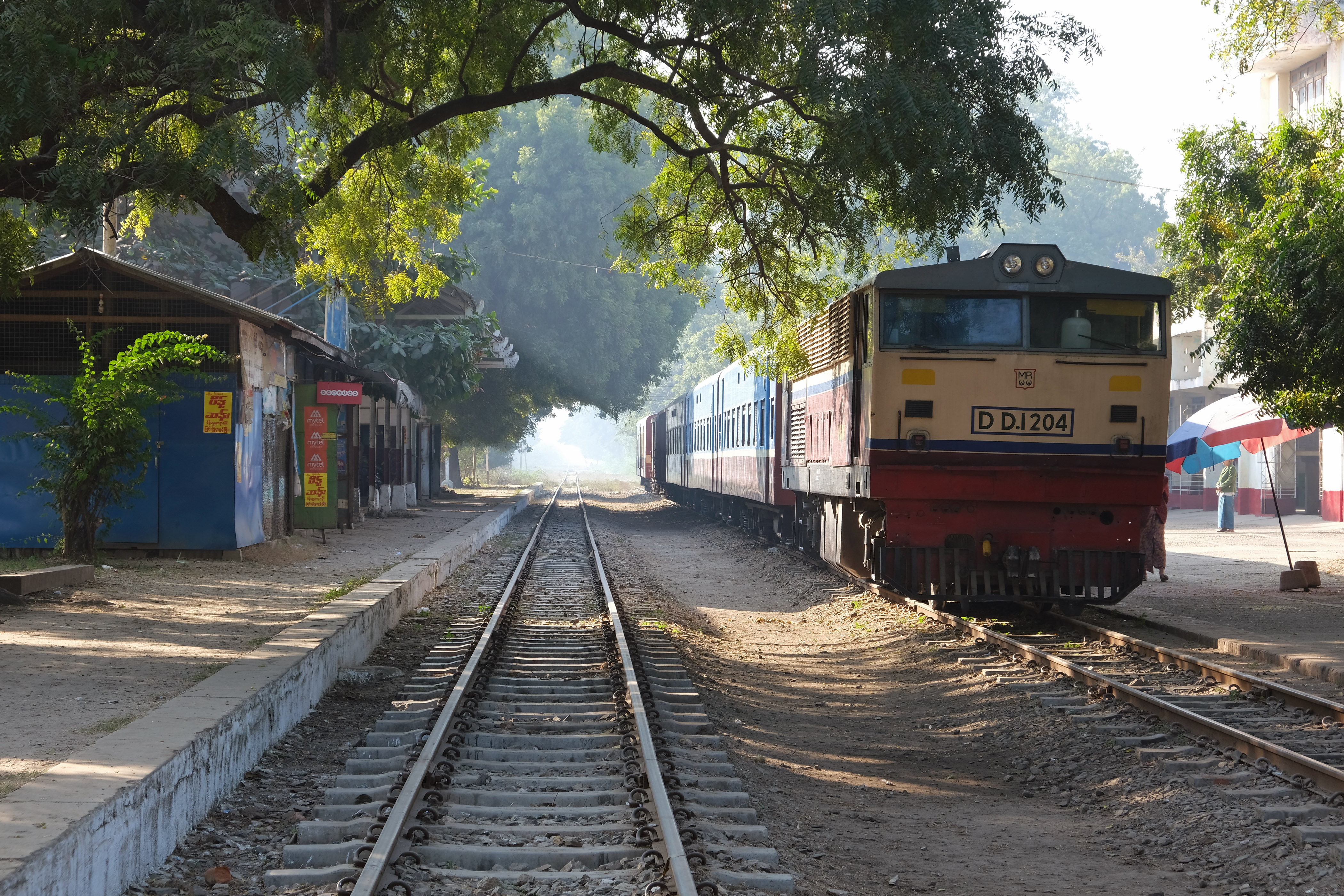
Bahnhof Myingyan

Zwischen 1988 und 2008 baute Myanma Railways 1961 Kilometer Eisenbahnstrecke und besaß im Dezember 2008 ein Gesamtnetz von 5125 Kilometer Streckenlänge sowie 6549 Kilometer Gleislänge.
Die wichtigen Stecken, die nach 1988 ausgebaut worden sind:
- 1988 Thaton–Myaingalay (36,3 km) – neue Strecke
- 1989 Dabein–Hle Lawin (34,6 km) –  neue Strecke
- 1990 Mandalay Circular Railway (21,8 km)
- 1992 Shwenyaung–Yauksauk (60,3 km)
- 1992–1994 Tada-U–Myingyan (99,8 km)
- 1993
  - Aungban–Loi-kaw (164 km), (Kayah-Staat-Verbindung)
  - Chaung-U–Tawkyaungyi (23,4 km) (erster Teil der 406,3 km langen Verbindung Chaung-U–Pakokku–Kalaymyo)
  - Minywa – Pakokku (54 km)
- 1994
  - Tada-U–Mandalay International Airport (11,8 km)
  - Pakokku–Myaing–Myozoe (55,7 km)

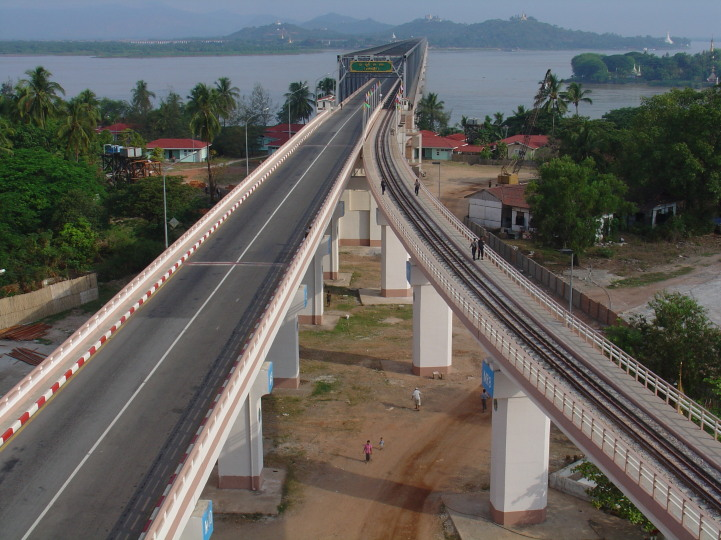
Thanlwinbrücke in Mawlamyaing (Moulmein)

- 1995

- - Myozoe–Zipyar (44,2 km)
  - Namsang–Moe-Ne (44,3 km) erster isolierter Teil der östlichen Erweiterung der Strecke Thazi–Shwenyaung
  - Tavoy–Yephu (17,2 km) (Teil der 177 km langen Strecke Mawlamyaing–Ye–Tavoy)
- 1996

- - Gangaw–Natchaung (110,8 km)

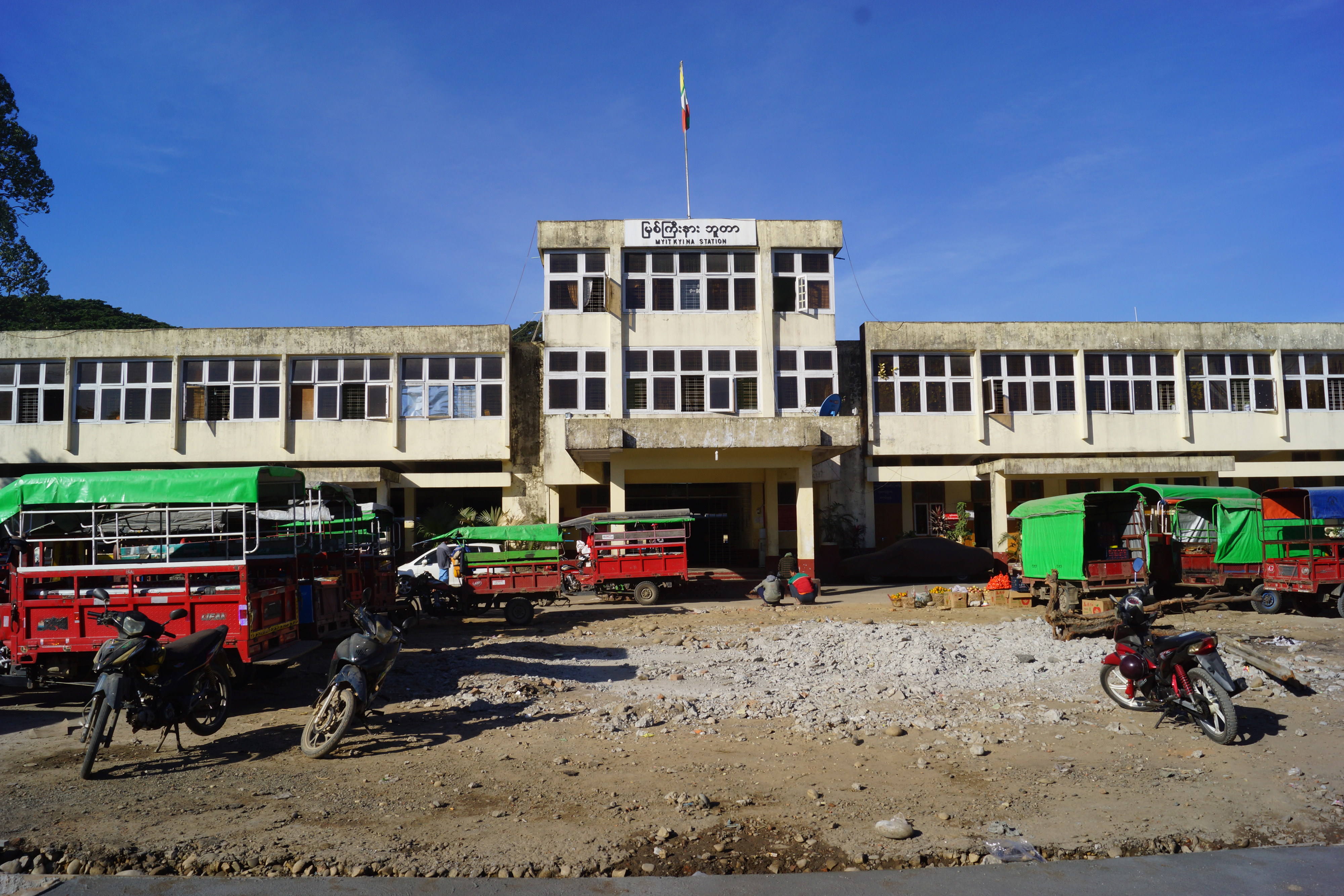
Bahnhof Myitkyina

  - Myitkyina–Nantpaung–Flughafen (11,7 km)
  - Taunggyi–Phamon–Banyin (54,3 km)
  - Pyay–Myade/Aunglan–Satthwa (145,4 km) (Alternative Strecke nach Bagan)
- 1997
  - Shwenyaung–Taunggyi (33,5 km) (wegen des schlechten Zustands und einer parallel verlaufenden Straße nur für Gütertransporte benutzt)
  - Kyaukpadaung–Bagan
- 1998 Kaloggyi–Yephu (141,6 km) (Fertigstellung der Tavoy-Linie)
- 1999 Taungdwingyi–Magwe (83,8 km)
- 2000 Ye-U–Khin-U (25,7 km)
- 2003 Okkphosu–Thilawa-Tiefseehafen (14,8 km)

- 2004

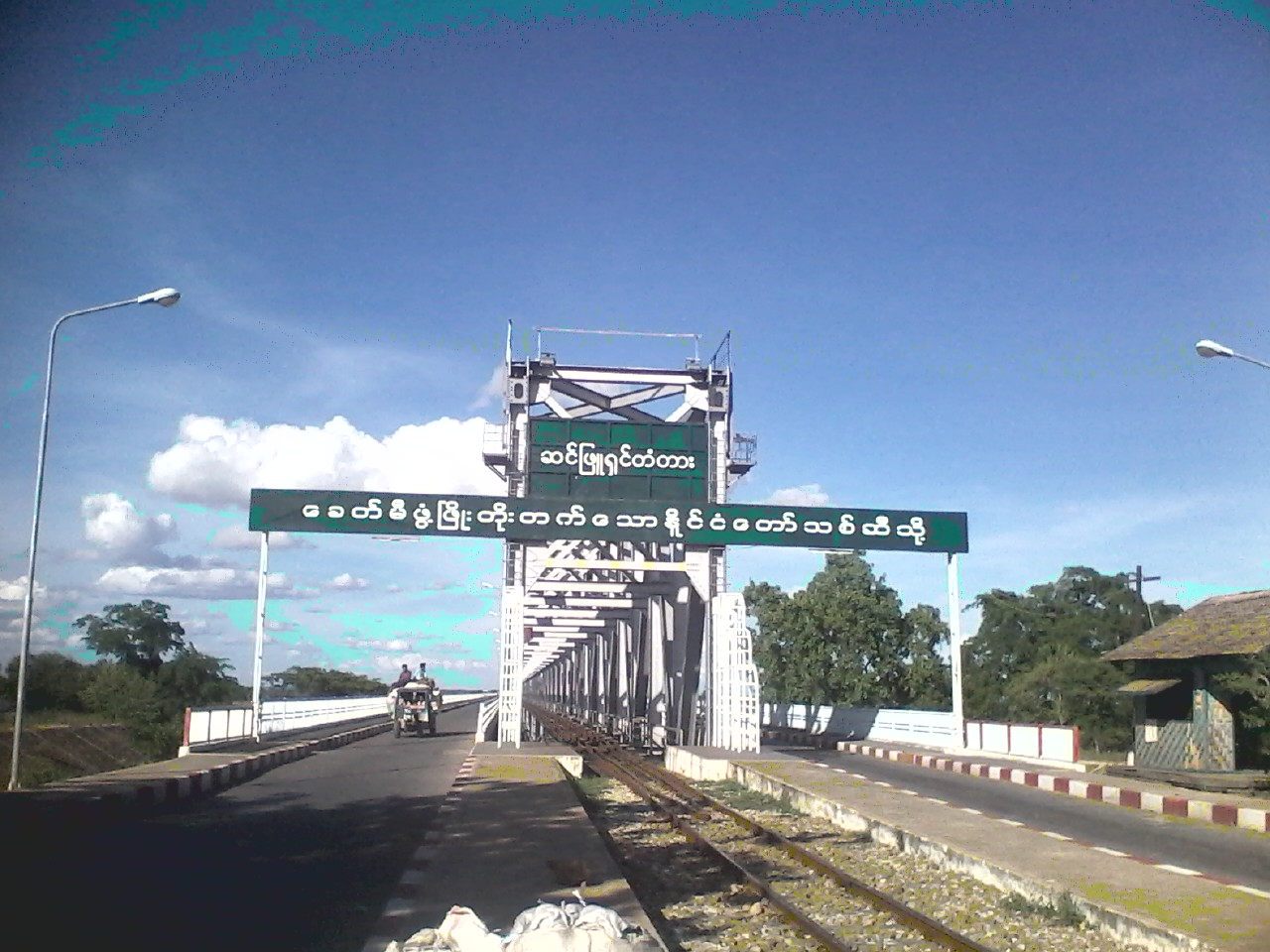
Hsinbyushin-Brücke über den Chindwin

  - Hsinbyushin-Brücke (über den Chindwin) (1,5 km), ermöglicht Verbindungen zwischen Mandalay und Pakokku
  - Modernisierung der Strecke Rangun–Mandalay
- 2007 Nov. Die Doppelgleis-Ausbauarbeit zwischen Pyinmana und Myohaung (nahe Mandalay) ist fertiggestellt, damit ist die Rangun–Mandalay Doppelgleis-Strecke vollständig geworden.
- 2008 (1. März) Erster Abschnitt Kyangin–Okshippin (63 km) der Verbindung Kyangin–Pakokku (515 km)
- 2008 (1. Dezember) Die Tangenten-Strecke Pyawbwe–Phayangasu (26 km), dadurch wird Rangun–Taunggyi ohne Umweg über Thazi ermöglicht
- MR gibt bekannt, die Neubaustrecken Tavoy(Dawei)–Mergue–(Maik) [Taninthari Region] (211,2 km), Namsan–Kyaington [Shan-State] (375,2 km) und Pyawbwe–Natmauk–Magwe [Zentral Birma] (152 km) bald zu beginnen.
- 2009 MR baut die 2. Eisenbahnbrücke über den Irrawaddyfluss zwischen Pyay und Aunglang, nahe Malon. Die Fertigstellung ist unbekannt. Laut weiteren Bekanntmachungen im September 2009 baut MR gleichzeitig drei Eisenbahnbrücken über Irrawaddyfluss, eine parallel zur Bomyathtun-Brücke im Irrawaddy-Delta, eine in Pakkhokku. Die neue Strecke Sittway(Akyab) in Rakhine(Arakan)Staat nach Pakkhokku ist im Bau. Die Strecke ist strategisch wichtig für den Gas- und Erdölleitungsbau von Sittway nach VR-China-Yunnan.
- 2010 Mong Nai–Keng Tung (Ost-Shan-Staat-Verbindung) (227,6 km) (Strecke wird derzeit nicht bedient)
- 2010 MR startet den Bau der neuen Strecke Myitkyina–Bhamo–Hsipaw–Namsam.
- 2011 MR hat im Dezember zwei wichtige Eisenbahn- und Straßen-Brücken (Pakokku und Nyaungdon) über die Irrawaddy (Ayeyawaddy) fertiggestellt.

## Der technische Zustand nach 1988

### Die Lokomotiven
Seit 1988 sind wegen der politischen Situation die Volksrepublik China und Indien die Hauptlieferanten von Lokomotiven. Nach Experten-Schätzung benötigt Myanma Railways jährlich ca. 6 Millionen US-$ für die Wartung älterer Alstom-Dieselloks. 1993 bekam Myanma Railways die erste chinesische Lok vom Dalian-Werk in der Provinz Liaoning. Im Oktober 1996 bestellte Myanma Railways 10 dieselelektrische Loks der Baureihe CKD7 (1250 kW) vom Dalian-Werk der CNR Corporation. 2005 traf die erste Lieferung von vier Dieselloks YDM-4 (1350 PS) von RITES aus Indien in Myanmar ein. Es folgten 2007 fünf Loks und im Februar 2008 15 Loks derselben Baureihe. Am 21. April 2008 bestellte Myanma Railways in China 20 dieselelektrische Loks (2000 PS). Am 1. September 2009 bekam Myanma Railways von der VR China 5 Dieselloks als Freundschaftsgeschenk, die technischen Daten sind unbekannt. Am 19. Oktober 2010 erhielt Myanma Railways 35 dieselhydraulische Loks von Sifang (1000 PS) als 3. Freundschaftsgeschenk der VR China.

### Die Eisenbahnwagen
2005 erhielt Myanma Railways 20 Neubauwaggons von der Rites Ltd. aus Indien. Im September 2006 spendete China 130 Waggons (Gebraucht aus Yunnan). Am 1. September 2009 spendete China 20 Personenwaggons und 200 Güterwaggons an Myanma Railways. Am 19. Oktober 2010 erhielt Myanma Railways 150 Personenwaggons und 200 Güterwaggons von der Volksrepublik China als Freundschaftsgeschenk. Es ist unbekannt, ob die Waggons neu oder gebraucht sind. Aus Indien sind Bestellungen der MR am 2. Mai 2013 endgültig geliefert worden. Es handelt sich um 20 neue Dieselloks (1350HP), 20 Personen-, 100 Schüttgut-, 100 Container- und 50 Holztransportwaggons, sowie sieben 50-Tonnen- und sechs 30-Tonnen-Road-Mobile-Kräne.